# エオマニス
エオマニス (Eomanis) は、新生代始新世中期のヨーロッパに生息していた、哺乳綱鱗甲目の絶滅した属の一つ。学名は「Eo=暁の Manis=センザンコウ」の意。

## 形態
頭胴長約30cm、全長は50cm程。最古のセンザンコウ類の一つ。その形態は、既に現生のものとほぼ同じ姿となっており、身体は角質の鱗（鱗板）に覆われている。ただし、尾の途中までしか鱗が無い点で現生種と異なる。

## 食性
現生種は主にアリ、シロアリを食べているが、ドイツから発見された保存状態の良好な化石の胃の内容物には植物も含まれていた。

## 分布
ドイツ、メッセル採掘場からは非常に状態の良い化石が出土している。以降、ヨーロッパでは更新世に至るまでセンザンコウ類の化石が断続的に発見されている。